# 萨埵萨埵诃摩诃菩提寺
萨埵萨埵诃摩诃菩提寺是一座位于缅甸内比都联邦区的佛寺。该寺仿建自印度比哈尔邦菩提伽耶的摩訶菩提寺。

## 名称
“萨埵萨埵诃摩诃菩提”为巴利语，“萨埵萨埵诃”意为“四十九天”，“摩诃菩提”意为“大悟”，源自释迦牟尼在摩诃菩提树下打坐四十九天后开悟成佛的典故。